# Passage Lepic
Passage Lepic är en passage i Quartier des Grandes-Carrières i Paris artonde arrondissement. Gatan är uppkallad efter den franske generalen Louis Lepic (1765–1827). Passage Lepic börjar vid Rue Lepic 16 och slutar vid Rue Robert-Planquette 10.

## Omgivningar
- Sacré-Cœur
- Cité Véron
- Rue de la Fontaine-du-But
- Rue Pierre-Dac
- Rue Lepic

## Bilder
| - Louis Lepic. - Gatuskylt. - Sacré-Cœur. |

## Kommunikationer
- Tunnelbana – linjerna  – Blanche
- Busshållplats Blanche – Paris bussnät

### Webbkällor
- ”Passage Lepic”. Mairie de Paris. https://web.archive.org/web/20150514033931/http://www.v2asp.paris.fr/commun/v2asp/v2/nomenclature_voies/Voieactu/5522.nom.htm. Läst 14 januari 2024.
- ”Passage Lepic (18ème arrondissement)”. Les rues de Paris. https://web.archive.org/web/20160409004520/http://www.parisrues.com/rues18/paris-18-passage-lepic.html. Läst 14 januari 2024.